# Oritia Gonzálezová
Oritia del Carmen Gonzálezová Uribeová (* 19. prosince 1987 Comodoro Rivadavia) je argentinská zápasnice – judistka.

## Sportovní kariéra
S judem začínala v 6 letech v rodném Comodoro Rivadavia. Vrcholově se připravuje v Buenos Aires ve sportovním tréninkovém centru CeNARD pod vedením Fernanda Yumi. V argentinské ženské reprezentaci se pohybuje od roku 2008 v pololehké váze do 52 kg. V roce 2012 a 2016 se na olympijské hry nekvalifikovala. Byla však členkou argentinské olympijské výpravy jako dvorní sparingpartnerka Pauly Paretové, kterou v roce 2016 pomohla připravit k zisku zlaté olympijské medaile.

## Výsledky
| Turnaj                  | 2008 | 2009           | 2010           | 2011           | 2012           | 2013           | 2014           | 2015           | 2016           | 2017           |
| Turnaj                  | 21   | 22             | 23             | 24             | 25             | 26             | 27             | 28             | 29             | 30             |
| Turnaj                  |      | pololehká váha | pololehká váha | pololehká váha | pololehká váha | pololehká váha | pololehká váha | pololehká váha | pololehká váha | pololehká váha |
| ----------------------- | ---- | -------------- | -------------- | -------------- | -------------- | -------------- | -------------- | -------------- | -------------- | -------------- |
| Olympijské hry          | —    |                |                |                | —              |                |                |                | —              |                |
| Mistrovství světa       |      | —              | —              | —              |                | —              | úč.            | —              |                | —              |
| Panamerické hry         |      |                |                | 5.             |                |                |                | —              |                |                |
| Panamerické mistrovství | úč.  | 3.             | 5.             | 5.             | úč.            | —              | 3.             | 7.             | 5.             | úč.            |
| Jihoamerické hry        |      |                | 3.             |                |                |                | 2.             |                |                |                |